# Zouhair Benkhaldoun
Zouhair Benkhaldoun (arabisch زهير بنخلدون, DMG Zuhair Binḫaldūn; * 1959) ist ein marokkanischer Astrophysiker und Professor für Astrophysik an der Cadi Ayyad-Universität in Marrakesch, Marokko.

## Kindheit und Ausbildung
Benkhaldoun wurde als Sohn eines Lehrers in einer wissenschaftsbegeisterten Familie geboren. Bereits als Kind las er viele Bücher, darunter Alhazen, Omar Chayyām, al-Bīrūnī, Ibn al-Banna al-Marrākuschī und Fātima al-Fihrīya. Als Neil Armstrong 1969 als erster Mensch den Mond betrat, war Benkhaldoun 10 Jahre alt. Dieses Geschehen erweckte in ihm das Interesse am Weltraum. Während seines Studium nahm sein Interesse an der Astrophysik zu.

## Berufsleben
Benkhaldoun promovierte zunächst auf dem Gebiet der Energietechnik an der Universität Aix-Marseille in Frankreich, dann auf dem Gebiet der Astrophysik an der Universität Nizza Sophia-Antipolis und der Cadi Ayyad-Universität in Marrakesch, Marokko.
Benkhaldoun hatte das Problem, dass es in der Wissenschaftsgemeinde Marokkos praktisch kein Interesse an der Astrophysik gab. Allerdings war die Öffentlichkeit, besonders die Jugend, Marokkos durchaus an der Astronomie interessiert. Dies nutzte Benkhaldoun, um Investitionen in die Förderung der Astronomie zu erreichen.
1985 gründete Benkhaldoun zusammen mit drei anderen Forschern das erste Forschungslabor für Astrophysik in Marokko am National Center for Scientific and Technical Research, Rabat. 1992 wechselte er zur Cadi Ayyad-Universität in Marrakesch und gründete dort 1999 zusammen mit fünf anderen Forschern das Laboratorium für Hochenergiephysik und Astrophysik. Dann arbeitete er an der Gründung des Oukaïmeden-Observatoriums, welches 2007 eingeweiht wurde. Benkhaldoun wurde zum Direktor dieses Observatoriums ernannt.
Außerdem hält Benkhaldoun Vorlesungen für das Postgraduale Studium, Meisterklassen und betreut Doktorarbeiten. Einige seiner Doktoranden arbeiten nun als Forscher am Oukaimeden-Observatorium.

## Forschungsinteressen, Engagement
Benkhaldoun war Mitbegründer der Vereinigung der Amateurastronomen von Marrakesch, die die Astronomie in der Öffentlichkeit Marokkos publik macht.
Benkhaldouns Forschungsarbeit ermöglichte die Teilnahme Marokkos am Extremely-Large-Telescope-Projekt. Er leitete dieses Projekt mit Unterstützung der Akademie Hassans II. für Wissenschaft und Technik in Marokko.
2011 installierte Benkhaldoun zusammen mit der Astronomischen Gesellschaft in der Schweiz und der französischen Astronomin Claudine Rinner das MOSS-Teleskop  (MOSS = Morocco Oukaimeden Sky Survey), das der Himmelsdurchmusterung zur Entdeckung von Asteroiden und Kometen dient. Das Teleskop wird von den Astronomen in Marrakesch, Frankreich und der Schweiz ferngesteuert.
Benkhaldoun leitet ein Projekt zum Bau eines 2-Meter-Teleskops in Marokko. Außerdem leitet er das Atlas-Dark-Sky-Marokko-Projekt. Dieses Projekt soll ein Reservat mit einem Durchmesser von 80 Kilometern bilden, rund um das Oukaimeden-Observatorium und den Nationalpark Toubkal, in dem es keine Lichtverschmutzung gibt, so dass eine ungestörte Beobachtung des Himmels möglich ist. Dieses Dark-Sky-Reservat wird das größte weltweit und das erste in Nordafrika.
Benkhaldoun entwickelte mehrere Instrumente zur Verbesserung der Himmelsbeobachtung. 2017 war er mit seinem Team an der Entdeckung des Trappist-1-Planetensystems beteiligt.

## Ämter
Benkhaldoun ist Präsident des Nationalen Komitees für Astronomie in Marokko (CNAM) und Präsident der Arabischen Astronomischen Gesellschaft. Diese Gesellschaft arbeitet daran, jungen Forschern aus arabischen Ländern den Zugang zur Astronomie zu erleichtern. Sie organisiert dafür Kurse in Marokko, Ägypten, im Libanon und in Katar.
Benkhaldoun gehört zu den Gründern der Afrikanischen Initiative für Planeten- und Weltraumwissenschaft und ist Mitglied des wissenschaftlichen Beratungs-Komitees.

## Auszeichnungen
Benkhaldoun erhielt 2008 den Preis für das beste französisch-marokkanische Programm namens „Action Integrée Inter-universitaire“ anlässlich des 25-jährigen Bestehens dieses Programms. 2009  erhielt er den Preis für die zweitbeste Forschungsstruktur an der Cadi-Ayyad-Universität für das Labor für Astrophysik und Hochenergiephysik, das er von 1999 bis 2010 leitete. Benkhaldoun wurde in der Ausgabe 2010 des Magazins Maroc Business Intelligence genannt. Zu Ehren Benkhaldouns wurde der Asteroid (133892) Benkhaldoun benannt.

## Veröffentlichungen (Auswahl)
- Benkhaldoun, Zouhair; Suleiman, Raid M.; Moumen, Ismael; Al-Rabban, Moza M.; Asa'd, Randa: The Arab Astronomical Society (ArAS): Developing Astrophysics Research in the Arab World, Under One Sky: The IAU Centenary Symposium. Proceedings of the International Astronomical Union, Volume 349, S. 256–259., 2019.
- Benkhaldoun, Zouhair: Peering into space with the Morocco Oukaïmeden Observatory, Nature Astronomy volume 2, S. 352–354, 2018
- Benkhaldoun, Zouhair; Khalifa, Malki; Bounhir, Aziza; Vilmer, Nicole; El Bouyahyaoui, Khaoula; Kaab, Mohamed; Lagheryeb, Amine; Daassou, Ahmed: The Space Weather through a Multidisciplinary Scientific Approach, Space Weather of the Heliosphere: Processes and Forecasts, Proceedings of the International Astronomical Union, IAU Symposium, Volume 335, S. 280–283 (2018).
- Benkhaldoun, Zouhair; Moon, Hong-Kyu; Daassou, Ahmed; Park, Jang-Hyun; Lazrek, Mohamed: From Asteroids to Space Debris, Asteroids: New Observations, New Models, Proceedings of the International Astronomical Union, IAU Symposium, Volume 318, S. 324–326, (2016).
- Benkhaldoun, Zouhair: A project of a two meter telescope in North Africa, Highlights of Astronomy, Volume 16, S. 558–558, 2015: Copyright © International Astronomical Union 2015.
- Zouhair Benkhaldoun: A project of a two meter telescope in North Africa Proceedings of the International Astronomical Union, 10, S. 558–558. doi:10.1017/S1743921314012137, 2012.
- Benkhaldoun, Z., Makela, J. J., Meriwether, J. W.: Solar initiative at Oukaimeden Observatory, Solar and Astrophysical Dynamos and Magnetic Activity, Proceedings of the International Astronomical Union, IAU Symposium, Volume 294, S. 479–480, 2013.
- Benkhaldoun, Z.; Rinner, C.; Ory, M.; Daassou, A.; Colas, F.: The Morocco Oukaimeden Sky Survey, the MOSS Telescope, Asteroids, Comets, Meteors 2012, Proceedings of the conference held May 16-20, 2012 in Niigata, Japan. LPI Contribution No. 1667, id.6182
- Benkhaldoun Z.; Hach, Y.: Influence of instrumental noise and defocus on the DIM, Ground-based and Airborne Instrumentation for Astronomy II. Edited by McLean, Ian S.; Casali, Mark M. Proceedings of the SPIE, Volume 7014, S. 70147D-70147D-7 (2008).
- Benkhaldoun, Z.; Habib, A.; Sabil, M.; El Azhari, Y.; El Halkouj, T.; Azagrouze, O.: Interferential seeing monitor, Optical and Infrared Interferometry. Edited by Schöller, Markus; Danchi, William C.; Delplancke, Françoise. Proceedings of the SPIE, Volume 7013, S. 70134I-70134I-8 (2008).
- Benkhaldoun, Z.; Hach, Y: The seeing monitors: Instrumental noise and cross-calibration, in proceeding of Symposium On Seeing, 20 - 22 March 2007, Kona, Hawaii, USA, S. 22.
- Benkhaldoun Z., Habib, A.: From the simulated annealing method to Single Star Scidar, in proceeding of Symposium On Seeing, 20 - 22 March 2007, Kona, Hawaii, USA, S. 177.
- Benkhaldoun Z., Abahamid A.,  El Azhari Y. and Siher E.: OWL site survey: First seeing measurement with ADIMM, SPIE, Volume 5489, S. 113–121 (2004).
- Z. Benkhaldoun: Oukaimeden site testing results, ASP, Vol. 266, S. 414–423, 2002.
- Astronomical Site Evaluation in the Visible and Radio Range zusammen mit anderen, Astronomical Society of the pacific, 2002, ISBN 978-1-58381-106-1
- Benkhaldoun, Z., Siher, E.,  « Last Photometrics Data from Oukaimeden », SOHO-9 Workshop « Helioseismic Diagnostics of Solar Convection and Activity », Stanford, California, July 12-15, 1999.
- Benkhaldoun Z., Siher E: Photometry Analysis using Oukaimeden IRIS Data, Structure and Dynamics of the Interior of the Sun and Sun-like Stars SOHO 6/GONG 98 Workshop Abstract, Boston, Massachusetts, S. 109, June 1-4, 1998